# Chaetocercus
A Chaetocercus  a madarak osztályának sarlósfecske-alakúak (Apodiformes) rendjébe és a kolibrifélék (Trochilidae) családjába tartozó nem. Egyidőben az Acestrura nembe sorolták ezeket a fajokat is.

## Rendszerezésük
A nemet George Robert Gray angol zoológus írta le 1855-ben, az alábbi 6 faj tartozik ide:
- trinidadi darázskolibri (Chaetocercus jourdanii)
- fehérmellű darázskolibri (Chaetocercus mulsant)
- dongókolibri (Chaetocercus bombus)
- pompás darázskolibri (Chaetocercus heliodor)
- Santa Marta-i darázskolibri (Chaetocercus astreans)
- Chaetocercus berlepschi

## Előfordulásuk
Panamában és Dél-Amerika északnyugati részén honosak. Természetes élőhelyeik a szubtrópusi és trópusi esőerdők, erdők, gyepek és cserjések, valamint ültetvények és másodlagos erdők. Állandó, nem vonuló fajok.

## Megjelenésük
Testhosszuk 7-8 centiméter körüli, a világ legkisebb madarai közé tartoznak.